# Heteromysis eideri
Heteromysis eideri är en kräftdjursart som beskrevs av Mihai Bacescu 1941. Heteromysis eideri ingår i släktet Heteromysis och familjen Mysidae. Inga underarter finns listade i Catalogue of Life.